# Jean Darling
Jean Darling, geboren als Dorothy Jean LeVake, (Santa Monica, 23 augustus 1922 — Rodgau (Duitsland), 4 september 2015) was een Amerikaans kindactrice.

## Biografie
Darling werd bekend toen ze in 1927 een rol kreeg in De Boefjes. Hierin was ze te zien tot en met 1929. Nadat ze uit de serie stapte, had ze nog een kortlopende filmcarrière. Zo was ze naast Stan Laurel en Oliver Hardy te zien in Babes in Toyland.
Toen Darling volwassen werd, verhuisde ze naar Ierland. Hier ontwikkelde ze een radiocarrière en schreef ze korte verhalen voor onder andere Alfred Hitchcock's Mystery Magazine.
In 2013 speelde Darling als 90-jarige nog eenmaal in een kortfilm, The Butler's Tale, geschreven en geregisseerd door haar goede vriend René Riva. De actrice bezocht in 2007 Amsterdam, tijdens een Laurel & Hardy-middag in theater Tuschinski, in verband met het vertonen van de film Babes in Toyland.
Darling was een van de laatste nog levende sterren van de stomme film, ze overleed op 93-jarige leeftijd na een korte ziekte in een verpleeghuis in het district Rödermarker Ober-Roden, in de Duitse deelstaat Hessen.